# François Latil
Francois Latil (geb. 10. Juni 1938) ist ein ehemaliger vanuatuischer Bogenschütze und pensionierter Rechtsanwalt.

## Sport
Er trat bei den Olympischen Sommerspielen 2000 in Sydney an. Im Wettkampf Männer Einzel schied er in der ersten Runde aus. Mit einem Alter von 62 Jahren war er der älteste Teilnehmer der Olympischen Spiele 2000.